# Telestes turskyi
Telestes turskyi is een straalvinnige vissensoort uit de familie van de eigenlijke karpers (Cyprinidae). De wetenschappelijke naam werd gepubliceerd in 1843 door Heckel.